# Wadi Tawiyean
El Wadi Tawiyean (en árabe: وادي الطويين‎, romanizado: Wādī Aṭ Ṭawyēn)  es un valle o río seco, con caudal efímero o intermitente, que fluye casi exclusivamente durante la temporada de lluvias, situado al este de los Emiratos Árabes Unidos, en el emirato de Fuyaira. 
Forma su propia cuenca hidrográfica de 208 km², que limita al norte con las cuencas del Wadi Khabb Shamsi, Wadi Naqab y Wadi Nahela; y al sur y al oeste, con las del Wadi Mu'taridah / Wadi Mutarid y Wadi Basseirah.
El conjunto de toda la cuenca hidrográfica del Wadi Tawiyean, cuya cima más elevada es el Jabal Yibir 1527 (m s. n. m.), reúne un número aproximado de 222 arroyos independientes, la mayoría sin nombre conocido, clasificados todos ellos en cinco grados o niveles de acuerdo con la numeración Horton-Strahler. 
De todos ellos, el más relevante por longitud y caudal, es con gran diferencia el Wadi Khabb (27 km), hasta el punto de que en ocasiones su curso se identifica erróneamente como si se tratase del propio Wadi Tawiyean. Otros afluentes importantes son el Wadi Awsaq, el Wadi al Khurush y el Wadi Sayraq.
Todos ellos confluyen con el Wadi Tawiyean, en la depresión de Sayh Muruq, junto a la ciudad de Tawiyean (en árabe: الطويين‎, romanizado: Aţ Ţawyēn).
A pesar de que la longitud total aproximada del Wadi Tawiyean es de tan solo 6,5 kilómetros (bastante menor que la de varios de sus afluentes), la cuenca hidrográfica recibe su nombre por ser el wadi en el que se concentra la desembocadura.

## Recorrido

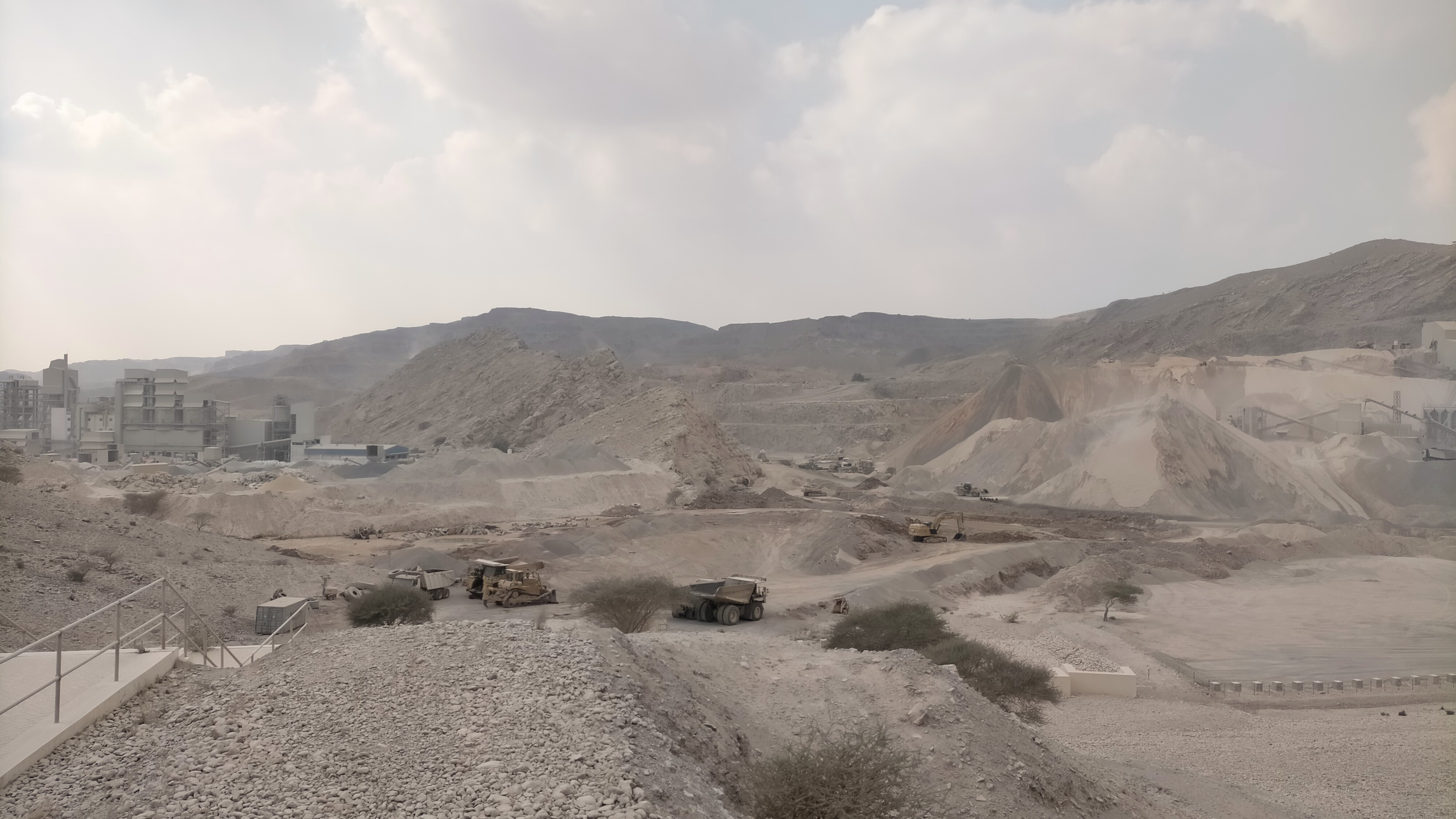
Vista de la desembocadura del Wadi Tawiyean y del área del Batha Mahani, desde el Wadi Tawiyean Dam

El Wadi Tawiyean fluye de oeste a este, a partir de la confluencia del Wadi al Khurush, que desciende desde la zona del histórico paso de Qaliddi, y desemboca en el Batha Mahani, lecho llano y arenoso del Wadi Mahani, formado por la deposición de sedimentos. 
Toda el área de desembocadura del Wadi Tawiyean, y el área de Batha Mahani, situada al oeste de la presa, está ocupada por la actividad de grandes canteras, que ha afectado al curso del wadi y causado un considerable impacto ambiental en sus alrededores.

## Presas y embalses
Como en otras regiones de los EAU, el área geográfica del Wadi Tawiyean se ha visto ocasionalmente afectada por lluvias inusualmente intensas e inundaciones.

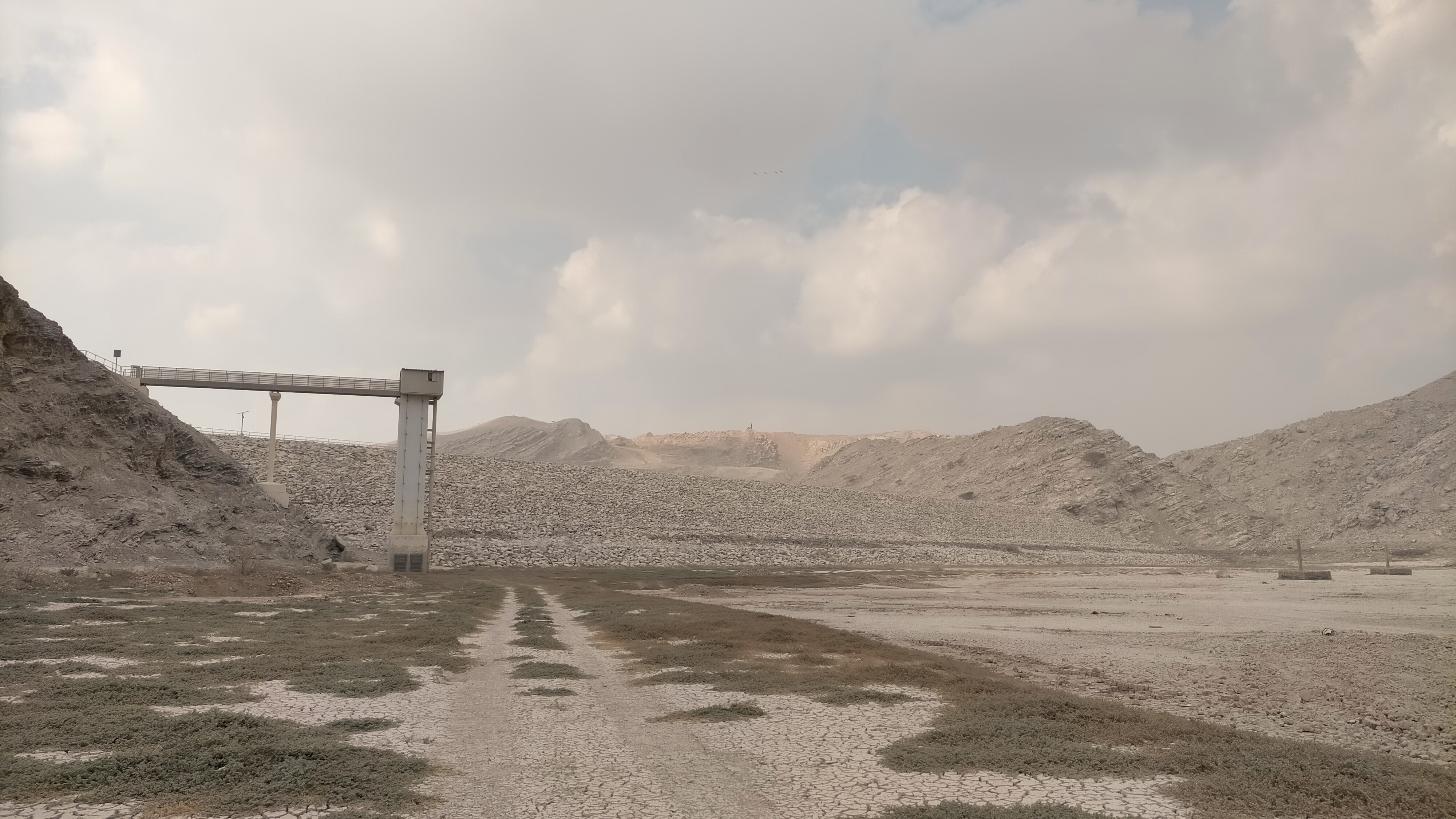
Wadi Tawiyean Dam

Para prevenir el peligro de inundaciones repentinas y aumentar el potencial de recarga de aguas subterráneas, en 1992 se construyó en su curso una gran presa, aprovechando la confluencia de sus importantes afluentes en la depresión de Sayh Muruq.
La presa tiene 23,5 metros de altura, un embalse de 3,75 km² con capacidad de 18,5 millones de metros cúbicos, y fue denominada oficialmente Wadi Tawiyean Dam (coordenadas: 25°33′57″N, 56°2′56″E).

## Toponimia
Nombres alternativos: Wadi Tawiyean, Wadi Al Tawiyeen, Wādī Aṭ Ṭawyēn, Wadi Tawiyeen, Wadi Tawiyayn, Wādī Ţawīyayn, Wadi Tawiyain.
El nombre del Wadi Tawiyean (con las grafías Wādī Ţawīyayn y Wadi Tawiyain), sus afluentes, montañas y poblaciones cercanas, quedaron registrados en la documentación y mapas elaborados entre 1950 y 1960 por el arabista, cartógrafo, militar y diplomático británico Julian F. Walker, durante los trabajos efectuados para el establecimiento de fronteras entre los entonces denominados Estados de la Tregua, completados posteriormente por el Ministerio de Defensa del Reino Unido, en mapas a escala 1:100.000 publicados en 1971.
En el Atlas Nacional de Emiratos Árabes Unidos consta con la grafía Wādī Aṭ Ṭawyēn (en árabe: وادي الطويين‎).

## Población
El área del Wadi Tawiyean estuvo poblada principalmente por la tribu Sharqiyin, secciones o zonas tribales de Hafaitat / Ḩufaitāt y Yammahi / Yamāmaḩah.
A lo largo de la cuenca hidrográfica del Wadi Tawiyean y sus afluentes, existen vestigios arqueológicos que dan testimonio de la presencia humana en este territorio desde tiempos muy remotos.